# 庵杰乡
庵杰乡是中国福建省龙岩市长汀县下辖的一个乡。

## 概述
长汀县辖乡。1949年设庵杰乡，1961年改庵杰公社，1984年复置乡。位于县境北部，距县城35公里。面积62.7平方公里，人口0.9万。辖庵杰、涵前、上赤、黄坑、长科5个村委会。盛产竹木、土纸、松脂、笋干、香菇、棕。特产“玉扣纸”。龙门洞为汀江发源处.

## 行政区划
庵杰乡共辖5个行政村，分别是：
庵杰村、涵前村、上赤村、长科村、黄坑村。